# 1689 en arts plastiques
| Années des arts plastiques : 1686 - 1687 - 1688 - 1689 - 1690 - 1691 - 1692    |
| Décennies des arts plastiques : 1650 - 1660 - 1670 - 1680 - 1690 - 1700 - 1710 |

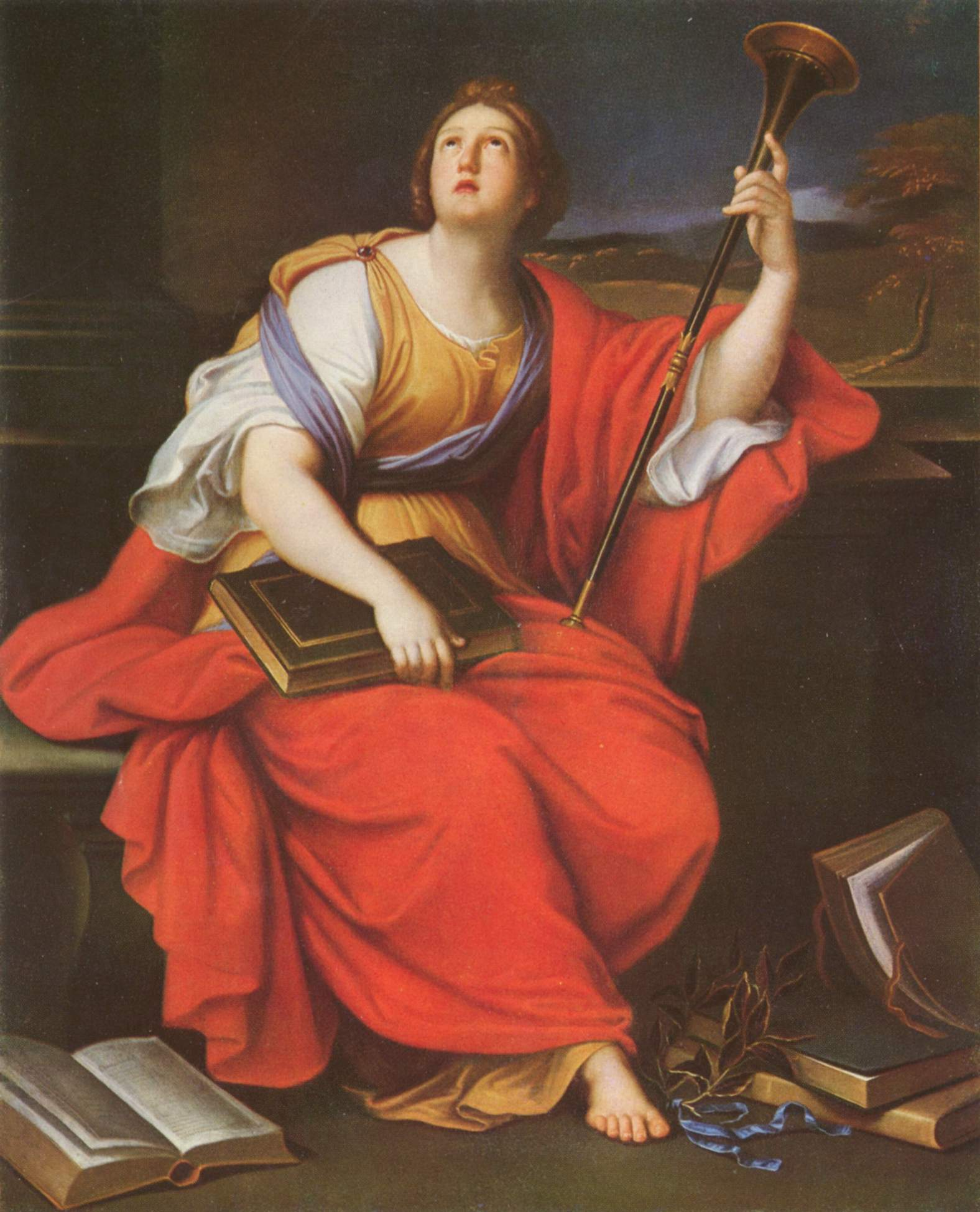
Clio, toile Pierre Mignard.

Cette page concerne l'année 1689 en arts plastiques.

## Œuvres
- Achèvement du relief sculpté par Pierre Puget Alexandre et Diogène (musée du Louvre)

## Naissances
- 8 août : Wenzel Lorenz Reiner, peintre et fresquiste de Bohème († 9 octobre 1743),
- 30 novembre : Joseph Wamps, peintre français († 9 août 1744),
- 24 décembre : Frans van Mieris le Jeune, peintre et historien néerlandais († 22 octobre 1763),
- ? :
  - Gaspare Diziani, peintre rococo italien († 17 août 1767),
  - Domenico Duprà, peintre italien († 1770),
  - Agostino Veracini, peintre italien  de fresques à sujets religieux de l'école florentine et restaurateur d'œuvres d'art († 1762).

## Décès
- 25 mai : Charles Errard, peintre et architecte français (° 1606),
- 21 juin : Thomas Blanchet, peintre français (° 1614),
- ? juin :
  - François Bonnemer, peintre, dessinateur et graveur français (° 1638),
  - Hendrik van Schuylenburgh, peintre néerlandais (° vers 1620).

,